# Boulevard des Filles-du-Calvaire
Boulevard des Filles-du-Calvaire är en boulevard i Quartier des Enfants-Rouges och Quartier Saint-Ambroise i Paris tredje och elfte arrondissement. Gatan är uppkallad efter det numera rivna klostret Filles-du-Calvaire. Boulevard des Filles-du-Calvaire börjar vid Rue du Pont-aux-Choux 2 och Rue Saint-Sébastien 1 och slutar vid Rue Oberkampf 2 och Rue des Filles-du-Calvaire 18.
Boulevard des Filles-du-Calvaire är en av Les Grands Boulevards.

## Omgivningar
- Saint-Denys-du-Saint-Sacrement
- Saint-Ambroise
- Place Pasdeloup

## Bilder
| - Gatuskylt. - Detalj av portalen vid Boulevard des Filles-du-Calvaire nummer 2. - Lämningar efter klostret Filles-du-Calvaire. |

## Kommunikationer
- Tunnelbana – linje  – Filles du Calvaire
- Busshållplats Oberkampf–Filles-du-Calvaire – Paris bussnät

### Webbkällor
- ”Boulevard des Filles-du-Calvaire”. Mairie de Paris. https://web.archive.org/web/20160303170736/http://www.v2asp.paris.fr/commun/v2asp/v2/nomenclature_voies/Voieactu/3658.nom.htm. Läst 7 september 2022.
- ”Boulevard des Filles-du-Calvaire (3ème et 11ème arrondissement)”. Les rues de Paris. https://web.archive.org/web/20160619231013/http://www.parisrues.com/rues03/paris-03-boulevard-des-filles-du-calvaire.html. Läst 7 september 2022.